# Forradalmi ifjúsági napok
A forradalmi ifjúsági napok vagy Forradalmi Ifjúsági Napok (rövidítve: FIN), más néven  „forradalmi tavasz” vagy „három tavasz” 1967–1987 között a Magyar Kommunista Ifjúsági Szövetség (KISZ) által szervezett tavaszi ünnepségsorozat volt. A Kádár-rendszer propagandagépezete a FIN keretében igyekezett összekapcsolni az 1848-as forradalomra emlékező március 15-ét az 1919. március 21-i Tanácsköztársaságról és az 1945. április 4.-i  a fasiszta megszállás alóli felszabadulásról történő megemlékezéssel. A forradalmi ifjúsági napokat a KISZ-en kívül a pártszervek (MSZMP Központi Bizottságának Agitációs és Propaganda Osztálya (APO), illetve a megyei és budapesti pártbizottságok is) rendszeresen megtárgyalták.

## Története
Az 1956-os forradalom leverése után március 15. félelmetessé vált a hatalom szemében. Kádár kormányzata 1956 decemberében ugyan rendeletileg visszaadta március 15-e nemzeti ünnep rangját, de 1957-ben ismét, öt nappal az ünnep előtt, mégis munkanappá nyilvánították, csak az iskolákban volt tanítási szünet. A levert szabadságharc újraindítását nem véletlenül erre a dátumra tervezték („Márciusban Újra Kezdjük”, MUK). Az állampárt vezetése ambivalensen viszonyult a kokárdás ünnephez (netán paranoiásan rettegtek tőle), annak potenciálisan rendszerkritikus, ellenzéki töltete miatt. A hatvanas évek elejétől iskolai ünnepségeket ugyan már országszerte tartottak, ám a felnőttek számára továbbra is munkanap volt a forradalom évfordulója.
Az ifjúság újult érdeklődést mutatott március 15. iránt. Az 1848, 1919 és 1945 eseményeihez kötődő ünnepségek eltérő népszerűsége, a hivatalostól eltérő interpretációk fejtörést okoztak a hatóságoknak; ahogy az is, hogy míg március 15. iskolai szünnap volt, addig 21-én tanítás folyt az iskolákban. Az Agitációs és Propaganda Osztály 1966 januárjában javaslatot készített az 1967-es tavaszi ünnepségekről, a Forradalmi Ifjúság Hete megrendezésére. 1966 augusztusában a KISZ Titkársága a márciusi évfordulókat április 4-ével összekötve, Forradalmi Ifjúsági Napok néven kívánta megszervezni a tavaszi ünnepségsorozatot.
Ebben az öszvérmegoldásban március 15-ét mint csúcspont március 21-e, a Tanácsköztársaság emléknapja követte, majd április 4-e zárta, „szerves egységbe állítva 1848 és 1919 örökségét a jelennel”.
A KISZ védnöksége alatt 1967 és 1987 között rendezték meg a forradalmi ifjúsági napokat.
1987. december 15-én az MSZMP Politikai Bizottságának határozata ismét piros betűs ünneppé nyilvánította március 15-ét; az új, demokratikusan választott Országgyűlés 1991-ben pedig hivatalos nemzeti ünneppé nyilvánította.